# William Exshaw
William Exshaw (Arcachon, 15 de fevereiro de 1866 — Valencia, 16 de março de 1927) foi um velejador britânico, campeão olímpico. Ele competiu nas provas da classe 2 – 3 t realizadas nos Jogos Olímpicos de Verão de 1900 e conquistou a medalha de ouro tanto na primeira quanto na segunda corrida disputada a bordo do Ollé ao lado dos franceses Jacques Le Lavasseur e Frédéric Blanchy com quem compunha a equipe mista.